# Henri Maréchal
Charles-Henri Maréchal (París, 22 de enero de 1842 - París, 12 de mayo de 1924) fue un compositor francés.

## Biografía
Inicialmente atraído por la poesía, Henri Maréchal se orientó finalmente hacia la música, estudiando teoría de la música y solfeo con Émile Chevé y Édouard Batiste y piano con Louis Chollet. Por consejo de Alexis de Castillon, en 1866 ingresó en la clase de composición de Victor Massé en el Conservatorio de París, donde también estudió órgano con François Benoist y contrapunto con Charles-Alexis Chauvet. 
En 1870 ganó el Gran Premio de Roma con la cantata Le Jugement de Dieu.
A su regreso de la Villa Médici, hizo representar en 18757 y 1876 un poema sagrado, La Nativité, con letra de Émile Cicile, y a partir de entonces se dedicó a la escena, escribiendo varias óperas cómicas, entre ellas Les Amoureux de Catherine, su primer éxito, representada más de ciento cincuenta veces en la Salle Favart.
Además de sus obras para el teatro, escribió piezas corales y sinfónicas, varias melodías y piezas para piano, 2 piezas de concurso para el Conservatorio y 3 libros de memorias: Roma (publicado en 1904), París (en 1907) y Lettres et souvenirs, 1870-1874 (en 1920). Escribió Monographie universelle de l'Orphéon dedicada a las sociedades de canto (París, 1910) y algunos artículos brillantes cuando escribió durante un tiempo la columna musical de Le Figaro. El estilo compositivo de Maréchal está caracterizado a menudo por el cromatismo, su expresión musical es sencilla, pero dramática y eficaz.
Oficial de la Academia en la Orden de las Palmas Académicas desde 1886, fue nombrado Caballero de la Legión de honor en 1898. Fue inspector de educación musical del Ministerio de Bellas Artes y colaboró en la revista musical Le Ménestrel. Cuando se fundó el Salon des musiciens français en 1911 (para su primera actuación pública en 1912), fue su presidente.
Está enterrado en el Cementerio del Père Lachaise (1.ª división, 1.ª fila).

## Obras

### Música vocal
- Les Amoureux de Catherine, opéra-comique en 1 acto de Jules Barbier, basada en Émile Erckmann y Alexandre Chatrian, estrenada en la Opéra-Comique el 8 de mayo de 1876.[10]
- La Taverne des Trabans, opéra-comique en 3 actos, libreto de J. Barbier, estrenada en la Opéra-Comique el 31 de diciembre de 1881.[11]
- L'Étoile, antiguo idilio con coros y texto de Paul Collin (1881).
- Les Vivants et les Morts, estrofas de Philippe Gille, para cuatro voces y orquesta (1886).[12]
- Le Miracle de Naïm, drama sagrado de Paul Collin (1887).
- Deïdamie, ópera en 2 actos, libreto de Édouard Noël, estrenada en la Opéra de Paris el 15 de septiembre de 1893.[13]
- Calendal, ópera en 4 actos, ópera en 4 actos, libreto de Paul Ferrier según  Mistral, estrenada en Ruán en el Théâtre des Arts el 21 de diciembre de 1894.[14]
- La Légende de Jumièges, poema de Navidad, para el concurso musical de Ruán (26 de julio de 1896).
- Daphnis et Chloé, comedia lírica en 3 actos (segunda versión en 2 actos), libreto de Jules y Pierre Barbier, estrenada en el Théâtre lyrique de la Renaissance el 8 de noviembre de 1899.[15]
- Ping-Sîn, poema lírico en dos actos, libreto de Louis Gallet, estrenado en la Opéra Comique el 25 de enero de 1918.[16]
- Varios motetes incluyendo un Agnus Dei a 3 voces, un Kyrie a 3 voces, un Ave verum con solo de barítono, un O Salutaris, un Ave Maria.
- Numerosos coros para voces masculinas.
- Melodías para voz y piano.

### Música escénica
- l'Ami Fritz de Erckmann y Chatrian (Comédie-Française, 1876).
- Les Rantzau de Erckmann y Chatrian (Comédie-Française, 1882).
- Smilis de Jean Aicard (Comédie-Française, 1884).
- Crime et Châtiment de Hugues Le Roux y Paul Ginisty (Odéon, 1888).

### Música instrumental
- Esquisses vénitiennes, para orquesta (1894).
- Antar, poema sinfónico en 5 partes (1897).
- le Lac des aulnes, ballet (1907).[17]
- Piezas para piano.
- Colección de piezas para órgano (1912).[18]
- Fantaisie para coro con acompañamiento de piano (pieza de concurso del Conservatorio de París en 1899).[19]
- Rapsodie para violín y piano.
- Elégie para contralto y piano.
- L'Orateur, fantasía estudio para contrabajo y piano (pieza de concurso del Conservatorio de París en 1917).[20]
- Air du Guet, para quinteto de viento (1920).[21]

### Libros
- Rome, souvenirs d’un musicien, París, Librairie Hachette, 1904.[22]

Prix Sobrier-Arnould de l’Académie française 1905
- Paris, souvenirs d’un musicien, París, Librairie Hachette, 1907.[23]
- Monographie universelle de l'orphéon (con Gabriel Parès), París, Librairie Delagrave, 1910.[24]
- Lettres et Souvenirs, 1871-1874, Paris, Librairie Hachette, 1920[25]